# Xã Breen, Michigan
Xã Breen (tiếng Anh: Breen Township) là một xã thuộc quận Dickinson, tiểu bang Michigan, Hoa Kỳ. Năm 2010, dân số của xã này là 499 người.